# Walt Brown
Walter „Walt“ Brown (* 30. Dezember 1911 in Springfield, Arkansas USA; † 29. Juli 1951 in Williams Grove, Pennsylvania, USA) war ein US-amerikanischer Autorennfahrer.

## Karriere
Brown startete in seiner Karriere zwischen 1936 und 1951 in über 40 Champ-Car-Rennen, wobei er 1948 in Langhorne seinen einzigen Sieg erzielte. 
Dreimal stand er bei den 500 Meilen von Indianapolis am Start. Sein bestes Ergebnis erzielte er dabei 1947 als siebter. 1949 konnte er sich zwar ursprünglich nicht qualifizieren, löste jedoch schon nach 19 Runde Emil Andres ab und brachte den Kurtis Kraft 2000-Offenhauser  als neunter ins Ziel. Somit hatte er über 90 % der Distanz zurückgelegt. 1950 erreichte er auf demselben Fabrikat mit einem Rückstand von zehn Runden auf den Sieger Johnnie Parsons Rang 19. Im Jahr darauf war er erneut mit einem Kurtis Kraft 2000-Offenhauser am Start. Vom 13. Startplatz aus ins Rennen gehend, schied er in der 55. Runde mit einem Schaden am Magnetzünder aus. Da das Rennen von 1950 bis 1960 als Weltmeisterschaftslauf der Formel 1 gewertet wurde, stehen für ihn auch zwei Grand-Prix-Starts zu Buche. 
Brown verunglückte 1951 tödlich im Training zu einem Meisterschaftslauf auf dem Williams Grove Speedway.

## Statistik

### Indy-500-Ergebnisse
| Jahr | Startnr. | Start | Qual (km/h) | Ergebnis | Runden | Führung | Ausfall                               |
| ---- | -------- | ----- | ----------- | -------- | ------ | ------- | ------------------------------------- |
| 1947 | 33       | 14    | 190,449     | 7        | 200    | 0       |                                       |
| 1948 | 69       | DNQ   |             |          |        |         |                                       |
| 1949 | 18       | DNQ   |             |          |        |         |                                       |
| 1949 | 9        | 0     |             | 9        | 179    | 0       | fuhr den Wagen von Andres; Rd. 19-197 |
| 1950 | 4        | 20    | 209,920     | 19       | 127    | 0       |                                       |
| 1951 | 44       | 13    | 212,253     | 26       | 55     | 0       | Magnetzündung                         |

| Legende  | Legende            | Legende                                                          |
| Farbe    | Abkürzung          | Bedeutung                                                        |
| -------- | ------------------ | ---------------------------------------------------------------- |
| Gold     | –                  | Sieg                                                             |
| Silber   | –                  | 2. Platz                                                         |
| Bronze   | –                  | 3. Platz                                                         |
| Grün     | –                  | Platzierung in den Punkten                                       |
| Blau     | –                  | Klassifiziert außerhalb der Punkteränge                          |
| Violett  | DNF                | Rennen nicht beendet (did not finish)                            |
| Violett  | NC                 | nicht klassifiziert (not classified)                             |
| Rot      | DNQ                | nicht qualifiziert (did not qualify)                             |
| Rot      | DNPQ               | in Vorqualifikation gescheitert (did not pre-qualify)            |
| Schwarz  | DSQ                | disqualifiziert (disqualified)                                   |
| Weiß     | DNS                | nicht am Start (did not start)                                   |
| Weiß     | WD                 | zurückgezogen (withdrawn)                                        |
| Hellblau | PO                 | nur am Training teilgenommen (practiced only)                    |
| Hellblau | TD                 | Freitags-Testfahrer (test driver)                                |
| ohne     | DNP                | nicht am Training teilgenommen (did not practice)                |
| ohne     | INJ                | verletzt oder krank (injured)                                    |
| ohne     | EX                 | ausgeschlossen (excluded)                                        |
| ohne     | DNA                | nicht erschienen (did not arrive)                                |
| ohne     | C                  | Rennen abgesagt (cancelled)                                      |
| ohne     | keine WM-Teilnahme |                                                                  |
| sonstige | P/fett             | Pole-Position                                                    |
| sonstige | 1/2/3/4/5/6/7/8    | Punktplatzierung im Sprint-/Qualifikationsrennen                 |
| sonstige | SR/kursiv          | Schnellste Rennrunde                                             |
| sonstige | *                  | nicht im Ziel, aufgrund der zurückgelegten Distanz aber gewertet |
| sonstige | ()                 | Streichresultate                                                 |
| sonstige | unterstrichen      | Führender in der Gesamtwertung                                   |